# Sydhavnen
 For alternative betydninger, se Sydhavnen (flertydig). (Se også artikler, som begynder med Sydhavnen)
Københavns Sydhavn eller Sydhavnen er et kvarter i København. Det er bygget op omkring havneindustrien i den sydlige del af Københavns havneløb. Blandt områdets markante erhvervsbygninger er Citroënhuset.
Den ældste beboelse går tilbage til 5.000 f.Kr., hvor en boplads fra ertebøllekulturen lå på en lille holm udfor kysten, tilsvarende vore dages lille grønne anlæg på hjørnet af Borgmester Christiansens gade og Louis Pios gade.
Sydhavnen er i dag delt op i to dele, den gamle og den nye del. Den nye del af Sydhavnen er opdelt i tre gamle industriområder, Sluseholmen, Teglholmen og Enghave Brygge. Områderne er udviklingsområder med lejligheder og kanaler inspireret af bydelen Java i Amsterdam. Den gamle del har ejendomme med små lejligheder, der oprindeligt var beregnet til havnearbejderne.
Københavns udvikling over de sidste 10 år har dog også haft sin indvirkning på Sydhavnen, og den gamle, tunge industri på Teglholmen og Sluseholmen er flyttet ud til fordel for kontorvirksomheder med spejlblanke facader.
Beboelseskvarteret i Sydhavnen kaldes også for "Øen", da det er lukket inde mellem de store indfaldsveje P. Knudsens Gade mod nord og Sydhavnsgade mod øst, samt Kastrupbanen mod sydvest.
Området er kendt for at være blandt de "rødeste" områder i landet. Ved Sydhavnens fire afstemningssteder fik Socialdemokraterne, SF og Enhedslisten tilsammen mellem 62 % og 69 % ved kommunalvalget i 2005.[kilde mangler]
I 2012 blev der etableret universitet i Sydhavnen, idet Aalborg Universitet samlede alle sine aktiviteter i Københavnsområdet på naboadresserne A.C. Meyers Vænge 15 og Frederiks Kaj 10-12. Medio 2013 var der omkring 3.500 studerende og over 500 medarbejdere på Aalborg Universitet København, som dermed er en af Sydhavnens største arbejdspladser.
Fodboldklubben BK Frem har hjemme i Valby og Sydhavnen. BK Frem blev stiftet 17. juli 1886, og dermed en af Danmarks ældste klubber. Klubben har gennem årene haft flere berømte spillere og adskillige landsholdsspillere som medlemmer. Klubben har vundet Danmarksmesterskabet seks gange, og er kendt for sin passionerede tilhængere.
Blandt Sydhavnens prominente beboere har været tidligere statsminister Anker Jørgensen, der boede i en lejlighed på tredje sal på Borgbjergsvej.